# Пензенський район
Пензенський район (рос. Пензенский район) — адміністративно-територіальна одиниця (район) та муніципальне утворення (муніципальний район) у складі Пензенській області Росії.
Адміністративний центр — село Кондоль.

## Географія
Район займає територію 2823,8 км², знаходиться в центральній частині області. Межує на півночі з Мокшанським районом, на північному сході - з Безсоновським районом, на сході з Шемишейським районом, на півдні - з Малосердобинським районом, на південному заході - з Колишлейським районом, на заході - з Кам'янським районом Пензенської області, а також на півночі з міськими округами Пенза та Зарічний.